# Йоанис Маврогенис
Йоанис Маврогенис (на гръцки: Ιωάννης Μαυρογέννης) е гръцки революционер, деец на Гръцката въоръжена пропаганда в Македония от началото на XX век.

## Биография
Йоанис Маврогенис е роден в Лаки на остров Крит, тогава в Османската империя. Присъединява се към комитета на гръцката пропаганда в Македония и оглавява чета от 18 души. Обявен е за деец от първи ред.